# Mazak
Mazak (grč. Μαζάκης; Mazaces) je bio posljednji satrap Egipta u službi Perzijskog Carstva. Na mjestu egipatskog satrapa naslijedio je Sabaka, koji je 333. pr. Kr. poginuo u bitci kod Isa u kojoj je makedonski vladar Aleksandar Makedonski porazio perzijsku vojsku predvođenu Darijem III. Kodomanom. Kada je makedonski general Aminta koji je prethodno dezertirao iz perzijske vojske provalio u Egipat porazio je Mazaka pokraj grada Memfisa, nakon čega su se njegovi vojnici raspršili okolo u potrazi za plijenom. Mazak je nakon toga otplovio uzvodno, okupio perzijsku vojsku i napao grčko-makedonske snage koji su poraženi, dok je sam Aminta ubijen. Ipak, prilikom dolaska Aleksandra Makedonskog u Egipat, Mazak nije mogao računati na potporu glavne perzijske vojske koja je bila stacionirana u Aziji pa se 332. pr. Kr. predao Aleksandru.

## Poveznice
- Sabak
- Darije III.
- Aleksandar Makedonski

| Prethodnik:                     | Satrap Egipta (333. - 332. pr. Kr.) | Nasljednik:                                 |
| Sabak (cca 336. - 333. pr. Kr.) | Satrap Egipta (333. - 332. pr. Kr.) | Nitko (Aleksandar Makedonski osvaja Egipat) |

## Vanjske poveznice
- Mazak (Mazaces), AncientLibrary.com  Arhivirana inačica izvorne stranice od 25. listopada 2010. (Wayback Machine)
- Grčko osvajanje Egipta (Mlahanas.de)
- Arijan: Aleksandrova Anabaza, III. 1.